# Copa de las Naciones (1964)

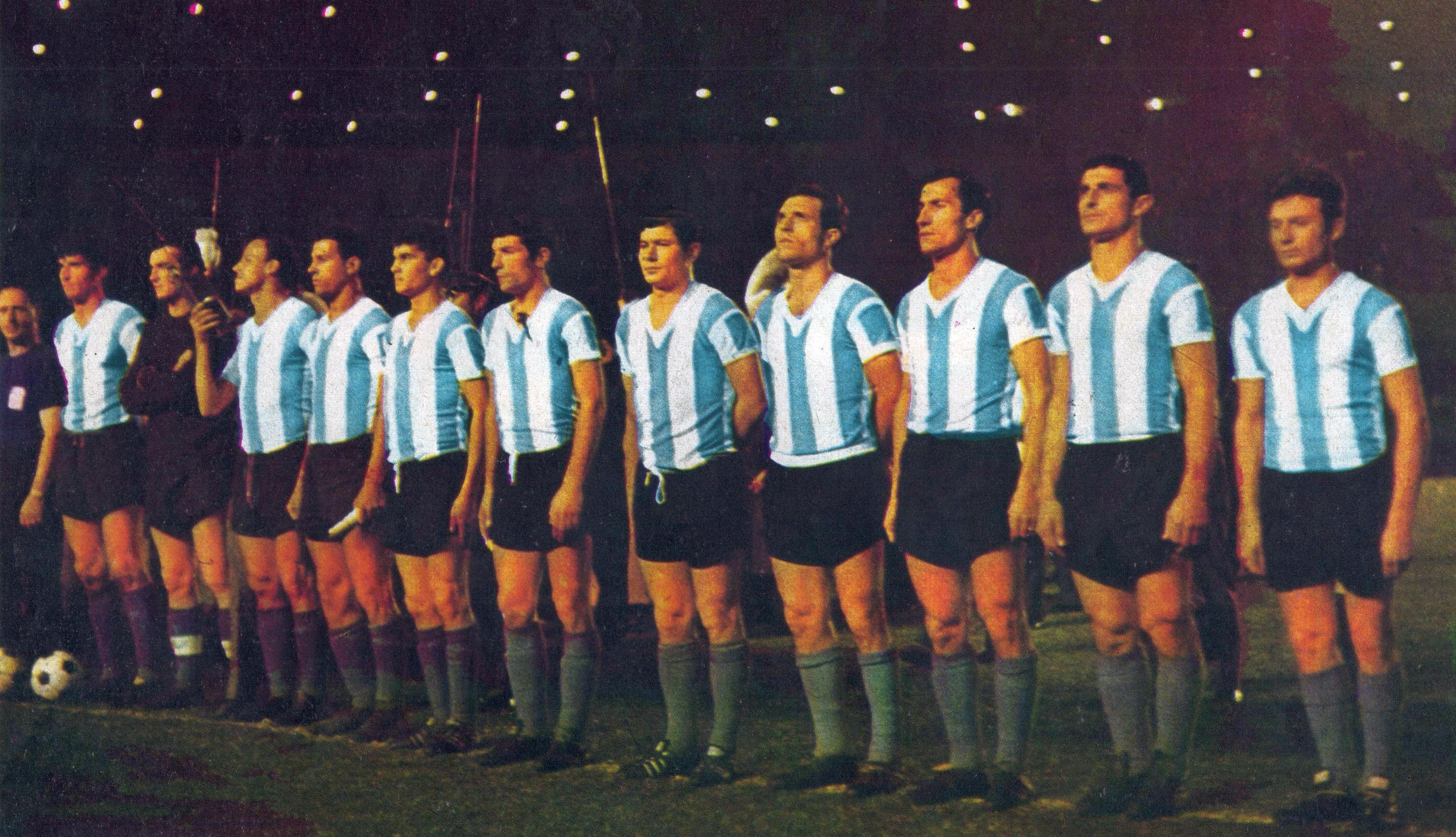
La selección argentina fue el ganador del torneo.

La Copa Euroamericana o Copa de las Naciones fue un torneo futbolístico intercontinental organizado por la Confederación Brasileña de Fútbol (CBF) en 1964, en conmemoración de sus 50 años. Debido a que este torneo fue organizado por una asociación y no la FIFA o una de las seis confederaciones que existen, esta competencia no posee valor oficial.
El campeón fue Argentina, que en su primer partido ganó 2-0 a Portugal con goles de Alfredo Rojas y Alberto Rendo. Luego derrotó a la selección local que era bicampeona del mundo, por 3-0 con un gol de Ermindo Onega y dos de Roberto Telch. En el partido Amadeo Carrizo atajó un penal a Gérson. Se adjudicó el torneo al ganarle la final a Inglaterra 1-0 con gol de Alfredo Rojas.

## Sedes

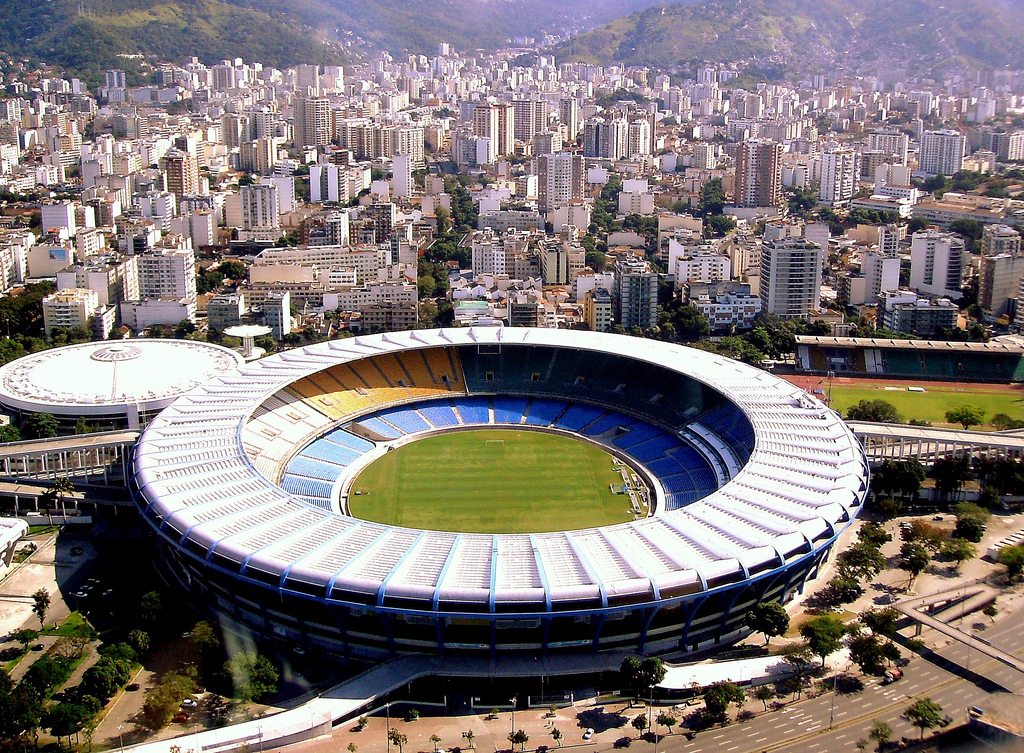
Los dos primer partido y los dos partidos finales se jugaron en el Estadio Maracaná.

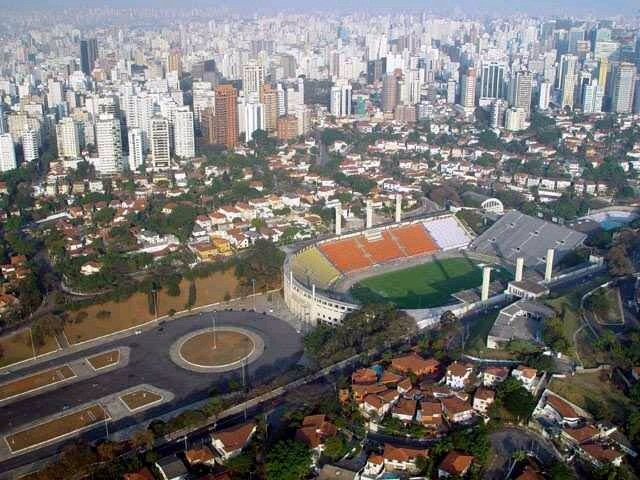
Se disputó la segunda ronda de cada selección en el Estadio Pacaembú.

## Equipos participantes
| Argentina | Brasil | Inglaterra | Portugal |

## Planteles

### Plantel brasileño
Arqueros: Gilmar.
Defensores: Carlos Alberto Torres, Brito, Joel Camargo.
Volantes: Rildo, Roberto Dias, Carlinhos.
Delanteros: Gérson I, Jairzinho, Aírton, Julinho I, Pelé, Rinaldo, Zagallo, Vavá.
Técnico: Vicente Feola.

### Plantel inglés
Arqueros: Gordon Banks, Tony Waiters.
Defensores: Bobby Thomson, Bobby Moore, Ray Wilson, Gordon Milne.
Volantes: Maurice Norman, Peter Thompson, George Cohen, Ray Wilson, George Eastham, Bobby Charlton.
Delanteros: Ron Flowers, Roger Hunt, Johnny Byrne, Terry Paine, Jimmy Greaves.
Técnico: Alfred Ramsey.

### Plantel portugués
Arqueros: Américo.
Defensores: Festa, Pedro Gomes, Fernando Mendes, Custódio Pinto.
Volantes: Batista, José Carlos.
Delanteros: José Augusto, Eusebio, Torres, Mário Coluna, Simões, Fernando Peres, Hernani.
Técnico: José María Antunes.

### Plantel argentino
Arqueros: Amadeo Carrizo y Edilberto Righi.
Defensores: José Ramos Delgado, Rubén Magdalena, Miguel Ángel Vidal, Abel Vieytez, Carmelo Simeone, Adolfo Vázquez, y José Agustín Mesiano.
Volantes: José Varacka, Roberto Telch, Antonio Rattín, Alberto Rendo, Enrique Santiago Fernández.
Delanteros: Mario Chaldú, Ermindo Onega, Luis Artime, Alfredo Rojas, Pedro Prospitti, Daniel Willington, Adolfo Bielli y Victorio Casa.
Técnico: José María Minella

## Partidos
| 30 de mayo | Brasil                                                       | 5:1 (1:0) | Inglaterra  | Estadio Maracaná, Río de Janeiro                                      |                                                                       |
|            | Rinaldo 35', 59' · Pelé 63' · Julinho 68' · Roberto Dias 88' |           | Greaves 49' | Asistencia: 77 000 espectadores Árbitro(s): Pierre Schwinte (Francia) | Asistencia: 77 000 espectadores Árbitro(s): Pierre Schwinte (Francia) |

| 31 de mayo | Argentina             | 2:0 (0:0) | Portugal | Estadio Maracaná, Río de Janeiro                                    |                                                                     |
|            | Rojas 58' · Rendo 89' |           |          | Asistencia: 40 000 espectadores Árbitro(s): Leo Horn (Países Bajos) | Asistencia: 40 000 espectadores Árbitro(s): Leo Horn (Países Bajos) |

| 3 de junio | Brasil | 0:3 (0:1) | Argentina                     | Estadio Pacaembú, São Paulo                                          |                                                                      |
|            |        |           | E. Onega 38' · Telch 61', 89' | Asistencia: 60 000 espectadores Árbitro(s): Gottfried Dienst (Suiza) | Asistencia: 60 000 espectadores Árbitro(s): Gottfried Dienst (Suiza) |

| 4 de junio | Inglaterra | 1:1 (0:1) | Portugal  | Estadio Pacaembú, São Paulo                                          |                                                                      |
|            | Hunt 57'   |           | Peres 40' | Asistencia: 25 000 espectadores Árbitro(s): Armando Marques (Brasil) | Asistencia: 25 000 espectadores Árbitro(s): Armando Marques (Brasil) |

| 7 de junio de 1964 | Brasil                                     | 4:1 (2:1) | Portugal   | Estadio Maracaná, Río de Janeiro                                      |                                                                       |
|                    | Pelé 10' · Jairzinho 21' · Gérson 76', 80' |           | Coluna 27' | Asistencia: 60.000 espectadores Árbitro(s): Pierre Schwinte (Francia) | Asistencia: 60.000 espectadores Árbitro(s): Pierre Schwinte (Francia) |

### Partido definitivo
Fue el tercer y último partido que disputó el combinado argentino, con el empate ya era campeón, finalizó el encuentro ganando por la mínima frente al combinado inglés, festejando por primera vez así en territorio brasileño.

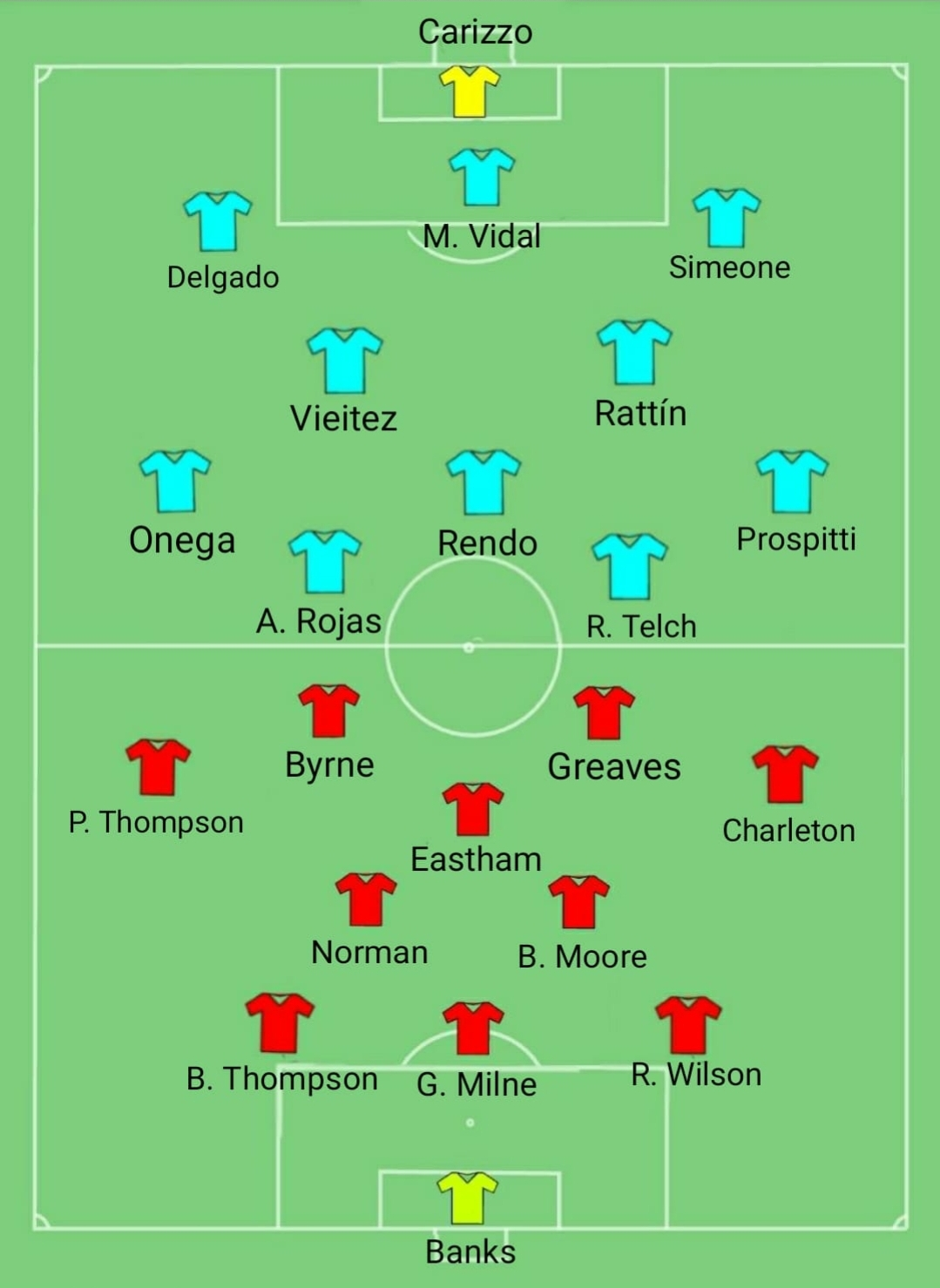
Alineaciones del partido final disputado entre Argentina e Inglaterra en el Maracaná.

| 6 de junio de 1964 | Argentina | 1:0 (0:0) | Inglaterra | Estadio Maracaná, Río de Janeiro                                    |                                                                     |
|                    | Rojas 66' |           |            | Asistencia: 15.000 espectadores Árbitro(s): Leo Horn (Países Bajos) | Asistencia: 15.000 espectadores Árbitro(s): Leo Horn (Países Bajos) |

## Posiciones
| Equipo     | Pts | PJ | PG | PE | PP | GF | GC | Dif |
| ---------- | --- | -- | -- | -- | -- | -- | -- | --- |
| Argentina  | 6   | 3  | 3  | 0  | 0  | 6  | 0  | +6  |
| Brasil     | 4   | 3  | 2  | 0  | 1  | 9  | 5  | +4  |
| Inglaterra | 1   | 3  | 0  | 1  | 2  | 2  | 7  | −5  |
| Portugal   | 1   | 3  | 0  | 1  | 2  | 2  | 7  | −5  |

## Goleadores
| Jugador               | Selección  | Goles |
| --------------------- | ---------- | ----- |
| Alfredo Hugo Rojas    | Argentina  | 2     |
| Roberto Marcelo Telch | Argentina  | 2     |
| Pelé                  | Brasil     | 2     |
| Rinaldo Amorim        | Brasil     | 2     |
| Gérson                | Brasil     | 2     |
| Alberto Rendo         | Argentina  | 1     |
| Ermindo Onega         | Argentina  | 1     |
| Roberto Dias Branco   | Brasil     | 1     |
| Jairzinho             | Brasil     | 1     |
| Julinho               | Brasil     | 1     |
| Greaves               | Inglaterra | 1     |
| Hunt                  | Inglaterra | 1     |
| Peres da Silva        | Portugal   | 1     |
| Coluna                | Portugal   | 1     |

## Asistentes
| Jugador               | Selección  | Asistencias |
| --------------------- | ---------- | ----------- |
| Pelé                  | Brasil     | 3           |
| Adolfo Bielli         | Argentina  | 1           |
| Alfredo Rojas         | Argentina  | 1           |
| Ermindo Onega         | Argentina  | 1           |
| Aírton Beleza         | Brasil     | 1           |
| Jairzinho             | Brasil     | 1           |
| Carlos Alberto Torres | Brasil     | 1           |
| Rildo                 | Brasil     | 1           |
| Greaves               | Inglaterra | 1           |
| Mario Chaldú          | Inglaterra | 1           |
| José Carlos           | Portugal   | 1           |

## Campeón
| Argentina         |
| Campeón Argentina |